# Pantelimon (stacja metra)
Pantelimon – stacja metra w Bukareszcie, na linii M1. Stacja została otwarta w 1990.